# Primera División de Montenegro 2021-22
La Primera División de Montenegro 2021-22 es la edición número 16 de la Primera División de Montenegro. La temporada comenzó el 24 de julio de 2021 y terminara en mayo de 2022.
Budućnost es el campeón defensor tras ganar su quinto título la temporada anterior y sus segundo título seguido.

## Ascensos y descensos
| Pos. | Descendidos de Primera División 2020-21 |
| ---- | --------------------------------------- |
| 10.º | Titograd                                |

| Pos. | Ascendidos de Segunda División 2020-21 |
| ---- | -------------------------------------- |
| 1.º  | Mornar                                 |

## Sistema de competición
Los 10 equipos participantes jugaran entre sí todos contra todos, cuatro veces totalizando 36 partidos cada uno, al término de la jornada 36 el primer clasificado obtendrá un cupo para la Primera ronda de la Liga de Campeones 2022-23, mientras que el segundo y tercer clasificado obtendrán un cupo para la Primera ronda de la Liga Europa Conferencia 2022-23. Por otro lado el último clasificado descenderá a la Segunda División de Montenegro 2022-23, mientras que los dos penúltimos jugaran los Play-offs de relegación contra el segundo y tercero de la Segunda División de Montenegro 2021-22 para determinar quien participará en la Primera División de Montenegro 2022-23.
Un tercer cupo para la primera ronda de la Liga Europa Conferencia 2022-23 será asignado al campeón de la Copa de Montenegro.

## Clasificación
| Pos. | Equipo       | Pts. | PJ | G  | E  | P  | GF | GC | Dif. | Clasificación o descenso                                          |
| ---- | ------------ | ---- | -- | -- | -- | -- | -- | -- | ---- | ----------------------------------------------------------------- |
| 1    | Sutjeska (C) | 75   | 35 | 22 | 9  | 4  | 63 | 26 | +37  | Primera fase clasificatoria de la Liga de Campeones 2022-23       |
| 2    | Budućnost    | 64   | 35 | 19 | 7  | 9  | 72 | 45 | +27  | Primera fase clasificatoria de la Liga Europa Conferencia 2022-23 |
| 3    | Dečić        | 56   | 35 | 15 | 11 | 9  | 53 | 42 | +11  | Primera fase clasificatoria de la Liga Europa Conferencia 2022-23 |
| 4    | Iskra        | 51   | 35 | 15 | 6  | 14 | 48 | 43 | +5   | Primera fase clasificatoria de la Liga Europa Conferencia 2022-23 |
| 5    | Mornar       | 47   | 35 | 12 | 11 | 12 | 32 | 38 | −6   |                                                                   |
| 6    | Jezero       | 45   | 35 | 13 | 6  | 16 | 39 | 45 | −6   |                                                                   |
| 7    | Petrovac     | 43   | 35 | 10 | 13 | 12 | 47 | 54 | −7   |                                                                   |
| 8    | Rudar        | 36   | 35 | 9  | 9  | 17 | 34 | 53 | −19  | Promoción de descenso                                             |
| 9    | Zeta         | 31   | 35 | 7  | 10 | 18 | 34 | 52 | −18  | Promoción de descenso                                             |
| 10   | Podgorica    | 31   | 35 | 7  | 10 | 18 | 36 | 60 | −24  | Descenso a Segunda División de Montenegro                         |

 Fuente: Football Association of Montenegro, Soccerway
Criterios de clasificación: 1) Points; 2) Head-to-head points; 3) Head-to-head goal difference; 4) Head-to-head goals scored; 5) Goal difference; 6) Goals scored; 7) Draw.